# Helena Palaiologina (död 1469)
Helena Palaiologina, död 1469, var en av de tilltänkta gemålerna till den osmanska sultanen Mehmet II (regent 1451–1481).
Hon var dotter till Moreas despot av Demetrios Palaiologos och Theodora Asanina. Hon var sin fars tronarvinge. Hennes far försökte arrangera ett äktenskap för henne med en västerländsk furste, något som motsattes av sultanen. Hennes fars rike erövrades år 1460 av Mehmet II, som avsatte hennes far och tog familjen tillfånga. Hon placerades i det kejserliga osmanska haremet som sultanens blivande hustru. Mehmet II avbröt dock bröllopsförberedelserna av okända skäl; ett anges vara att han upptäckte att Helena planerade att förgifta honom. Han gav Helena ett underhåll och lät henne bo under övervakning i Adrianopel med förbud att gifta sig.